# 함무라비의 밀실
《함무라비의 밀실》은 2019년에 유석민에 의해 창작된 하이퍼서사(hypernarrative) 작품이다.
이 작품은 서로 알지 못하는 다섯 명의 남녀가 밀실에 갇혀 그곳으로 탈출하려는 이야기를 메인으로 다루고 있다.
총 82개의 유닛으로 구성되어 있으며, 크게 다섯 남녀의 탈출기, 고든의 기록, 하이드의 이야기로 나뉘어 있다.

## 등장인물
- 앨리스(Alice)

기자, 아스피린 알레르기가 있으며 아나필락시스 증상을 보인다. 교통사고를 알릴려고 했지만 더 큰 돈을 받고 의도적으로 기사를 게시하지 않았다.
- 벤(Ben)

해커. 해킹과 데이터 복원&삭제를 주로 다룬다. 의뢰를 받고 오브릴 13번지 2건 CCTV의 6월 12일부터 19일까지의 기록을 삭제했다.
- 찰리(Chalie)

의사. 재직 병원 CCTV에 따르면 응급환자가 들어왔음에도 느긋하게 걸어가며 게으름을 피우는 것이 기록되었고, 결국 환자에게 불구를 남겨주었다.
- 다니엘(Daniel)

재벌가의 차남. 아버지 회사의 직원에 따르면 소문난 개망나니로, 직원들에게조차 안하무인적 태도를 보인다. 음주운전으로 교통사고를 냈지만 돈으로 그 사고를 묻었다.
- 엠마(Emma)

대학생. 사건을 목겼했음에도 돈을 받고 증언하는 것을 외면했다. 친구의 증언에 따르면 수십만원을 호가하는 사치품을 사서 다닌다고 한다.
- 고든

형사. 끝까지 하이드를 도와주려 했으나 위에서의 압박에 결국 굴복했다.
- 하이드

범인. 법이 문제를 해결해 주지 못하게 되어 결국 함무라비의 법전처럼 직접 범인에게 죄에 대한 처벌을 내리기로 결정을 내렸다.

## 작품 분석
작품 제목의 "함무라비"라는 단어에서 알 수 있다시피 함무라비 법전에서 모티브를 얻은 서사 작품이다.
스토리 라인에는 세 가지의 줄기가 있다. 다섯 남녀의 탈출기, 고든의 기록, 하이드의 이야기로 구성되어 있으며 작품의 스토리가 다선형적이다. 다섯 남녀의 탈출기에서 51번째 유닛 엠마의 시선에서 벤의 표정변화를 그려낸 이미지가 깊은 인상을 주며 독자에게 작품에 대한 강렬한 인상을 준다. 또한 고든의 기록에서 모든 사건이 끝나고 경찰직의 외부인이 등장하는 점과 범인이 시체로 죽음을 위장해 용의선상에서 제외됐다는 점은 애거사 크리스티의 《그리고 아무도 없었다》을 오마주한것 같다. 
스토리 전개의 중간 중간에 분기점을 넣어 데드 엔딩을 맞이하게 함으로써 독자의 호기심을 유발시킨다. 모든 사건이 끝난 이후의 시점인 '고든의 기록'에서 마저 데드 엔딩이 나옴으로서 작품 끝의 끝까지 긴장감을 놓지 못하게 만든다.

## 하이퍼서사적 특징
플랫폼으로 네이버 블로그와 윅스를 사용하였는데, 스토리를 전개 할 때는 네이버 블로그를, 사건 정보를 알려줄 때는 윅스를 이용함으로써 플랫폼간의 특성을 용이하게 사용함과 동시에 사건을 보다 객관적으로 보게 하는 효과를 주었다.
인물 소개, 표정 변화, 건물 배치도 등등 글로 봤을 때 개인의 상상력으로 한계가 있을 요인들에는 시각적 매체인 이미지 구현하여 효율적으로 많은 등장인물을 알 수 있게 하였고, 밀실의 구조를 알 수 있게 하였다.
글 양식에 있어서 크기와 배치, 색깔 등을 다채롭게 사용하였다. 
'[08.03.08:10] 영상 및 음성기록'으로 유닛의 처음을 시작하는데, 이는 영상을 보여주는 형식을 사용하면서 유닛과 유닛 사이에 있는 서사적 공백을 매끄럽게 이으며 독자에게 상상의 여지를 준다.

## 유닛 구성
| 유닛 순서 | 제목                             | 이전 유닛 | 다음 유닛             |
| --------- | -------------------------------- | --------- | --------------------- |
| 1         | Intro                            |           | → 2, 3, 4, 5, 6, 7, 8 |
| 2         | Profile#Alice                    | 1 ←       | → 9                   |
| 3         | Profile#Ben                      | 1 ←       | → 9                   |
| 4         | Profile#Chalie                   | 1 ←       | → 9                   |
| 5         | Profile#Daniel                   | 1 ←       | → 9                   |
| 6         | Profile#Emma                     | 1 ←       | → 9                   |
| 7         | 고든의 기록(물탱크방)            | 1 ←       | → 59, 60              |
| 8         | 하이드의 기억(펠릭스)            | 1 ←       | → 76                  |
| 9         | 거실우측하단[08.03.08:10]        | 1 ←       | → 10, 11              |
| 10        | 사건정보 <거실의 시체>           | 9 ←       |                       |
| 11        | 거실우측하단[08.03.08:43]        | 9 ←       | → 12, 13. 14, 16      |
| 12        | 방A[08.03.05:50]                 | 11 ←      |                       |
| 13        | 방B[08.03.05:55]                 | 11 ←      |                       |
| 14        | 화장실[08.03.09:15]              | 11 ←      | → 15                  |
| 15        | DEAD END[문폭발]                 | 14 ←      |                       |
| 16        | 거실우측하단[08.03.09:30]        | 11 ←      | → 17, 18, 19, 20      |
| 17        | DEAD END[이메일 금지]            | 16 ←      |                       |
| 18        | 사건정보 <첫번째 트위터>         | 16 ←      |                       |
| 19        | 앨리스[08.03.09:40]              | 16 ←      | → 20                  |
| 20        | 거실우측하단[08.03.09:45]        | 16 ←      | → 21. 22, 23          |
| 21        | DEAD END[홀로 남은 자]           | 20 ←      |                       |
| 22        | 방A[08.03.09:40]                 | 20 ←      | → 24                  |
| 23        | 화장실[08.03.19:20]              | 20 ←      | → 25                  |
| 24        | 방A[08.03.19:32]                 | 22 ←      | → 25                  |
| 25        | 거실우측하단[08.03.19:30]        | 23 ←      | → 26                  |
| 26        | 거실우측하단[08.03.19:35]        | 25 ←      | → 27, 28, 29 30, 31   |
| 27        | 사건정보 <엘리스의 시체>         | 26 ←      |                       |
| 28        | DEAD END[정보부족]               | 26 ←      |                       |
| 29        | 사건 정보 <7월 13일 카페의 기록> | 26 ←      |                       |
| 30        | 다니엘[08.03.20:00]              | 26 ←      | → 31                  |
| 31        | 거실우측하단[08.03.20:00]        | 26 ←      | → 32, 33, 34, 35      |
| 32        | DEAD END[참견쟁이]               | 31 ←      |                       |
| 33        | 방A[08.03.20:23]                 | 31 ←      | → 35                  |
| 34        | 방B[08.03.20:23]                 | 31 ←      | → 35                  |
| 35        | 거실우측하단[08.04.08:13]        | 31 ←      | → 36                  |
| 36        | 방A[08.04.08:25]                 | 35 ←      | → 37, 38              |
| 37        | 사건정보 <다니엘의 시체>         | 35 ←      |                       |
| 38        | 거실우측하단[08.04.09:12]        | 35 ←      | → 39,40 ,41           |
| 39        | 사건정보 <함무라비법전 218조>    | 38 ←      |                       |
| 40        | 찰리[08.04.09:17]                | 38 ←      | → 41                  |
| 41        | 거실우측하단[08.04.09:25]        | 38 ←      | → 42                  |
| 42        | 화장실[08.04.09:30]              | 41 ←      | → 43                  |
| 43        | 화장실[08.04.12:30]              | 42 ←      | → 44                  |
| 44        | 거실우측하단[08.04.12:31]        | 43 ←      | → 45, 46, 47, 48      |
| 45        | DEAD END[빠른 결말]              | 44 ←      |                       |
| 46        | 사건정보 <두번째 트위터>         | 44 ←      |                       |
| 47        | 엠마[08.04.12:35]                | 44 ←      | → 48                  |
| 48        | 의자방[08.04.12:37]              | 44 ←      | → 49                  |
| 49        | 수조[08.04.12:39]                | 48 ←      | → 50                  |
| 50        | 수조[08.04.12:41]                | 49 ←      | → 52                  |
| 51        | 엠마의 시선                      | 50 ←      | → 52                  |
| 52        | 물탱크방[08.04.13:10]            | 51 ←      | → 53, 1               |
| 53        | 벤[08.03.08.13]                  | 52 ←      | → 10, 54              |
| 54        | 벤[08.03.08:55]                  | 53 ←      | → 55                  |
| 55        | 벤[08.03.09:45]                  | 54 ←      | → 56                  |
| 56        | 벤[08.03.19:32]                  | 55 ←      | → 57                  |
| 57        | 벤[08.03.20:23]                  | 56 ←      | → 58                  |
| 58        | 벤[08.03.12:30]                  | 57 ←      | → 1                   |
| 59        | 사건정보 <엠마의 시체>           | 7 ←       | → 61, 62              |
| 60        | 고든의 기록(수조)                | 7 ←       | → 63, 64              |
| 61        | DEAD END[꺼지지 않은 전원]       | 60 ←      |                       |
| 62        | 고든의 기록(의자방)              | 60 ←      | → 63, 64              |
| 63        | 사건정보 <찰리의 시체>           | 62 ←      |                       |
| 64        | 고든의 기록(화장실)              | 62 ←      | → 65, 66              |
| 65        | 화장실[08.04.12:10]              | 64 ←      | → 66, 67              |
| 66        | [고든의 기록(거실우측하단)       | 64 ←      | → 68, 69, 70, 71,72   |
| 67        | DEAD END[불신자]                 | 65 ←      |                       |
| 68        | 사건정보 <고든-블로그정보>       | 66 ←      |                       |
| 69        | 사건정보 <고든-엘리스의 시체>    | 66 ←      |                       |
| 70        | 거실좌측상단[08.03.19:29]        | 66 ←      | → 66                  |
| 71        | 고든의 기록(방A)                 | 66 ←      | → 72, 73              |
| 72        | 고든의 기록(방B)                 | 66 ←      | → 74, 75              |
| 73        | 사건정보<고든-다니엘의 시체>     | 71 ←      |                       |
| 74        | 고든의 기록(설득)                | 72 ←      | → 1                   |
| 75        | 고든의 기록(자멸)                | 72 ←      | → 1                   |
| 76        | 하이드의 기억(죄인들)            | 8 ←       | → 77, 78              |
| 77        | Profile#All                      | 76 ←      |                       |
| 78        | 하이드의 기억(고든)              | 76 ←      | → 79                  |
| 79        | 하이드의 기억(시체)              | 78 ←      | → 80                  |
| 80        | 하이드의 기억(펠릭스)2           | 79 ←      | → 81                  |
| 81        | 하이드의 기억(찰리)              | 80 ←      | → 82                  |
| 82        | 하이드의 기억(벤)                | 81 ←      | → 1                   |